# Cúp Algarve 2000
Cúp Algarve 2000 (tiếng Anh: Algarve Cup 2000), giải bóng đá giao hữu thường niên diễn ra tại Algarve, Bồ Đào Nha từ 12 đến 18 tháng 3 năm 2000. Hoa Kỳ là đội tuyển vô địch của giải.

## Thể thức
Tại vòng bảng, tám đội được chia làm hai bảng. Các đội trong bảng thi đấu vòng tròn một lượt. Vòng phân hạng gồm bốn trận đấu: trận tranh hạng nhất giữa các đội đầu bảng, tranh hạng ba giữa các đội nhì bảng, tranh hạng năm giữa các đội thứ ba, và trận tranh hạng bảy giữa các đội cuối bảng.
- Giờ thi đấu là WET (UTC±0).

## Vòng bảng

### Bảng A
| Đội        | Đ | Tr | T | H | B | BT | BB | HS  |
| ---------- | - | -- | - | - | - | -- | -- | --- |
| Hoa Kỳ     | 9 | 3  | 3 | 0 | 0 | 10 | 1  | +9  |
| Thụy Điển  | 6 | 3  | 2 | 0 | 1 | 6  | 2  | +4  |
| Đan Mạch   | 3 | 3  | 1 | 0 | 2 | 3  | 3  | 0   |
| Bồ Đào Nha | 0 | 3  | 0 | 0 | 3 | 1  | 14 | −13 |

| Hoa Kỳ                                                                      | 7–0     | Bồ Đào Nha |
| --------------------------------------------------------------------------- | ------- | ---------- |
| Parlow 5', 11', 63' · McMillan 6' · Fawcett 22' · Venturini 67' · Foudy 88' | Báo cáo |            |

| Thụy Điển | 1–0 | Đan Mạch |
| --------- | --- | -------- |
| Flyborg   |     |          |

| Hoa Kỳ                          | 2–1     | Đan Mạch  |
| ------------------------------- | ------- | --------- |
| Fair 67' · Shannon McMillan 86' | Báo cáo | 10' Krogh |

| Thụy Điển                    | 5–1     | Bồ Đào Nha |
| ---------------------------- | ------- | ---------- |
| Bengtsson · Nordlund · Sundh | Báo cáo | 31' Reis   |

| Hoa Kỳ   | 1–0     | Thụy Điển |
| -------- | ------- | --------- |
| Hamm 65' | Báo cáo |           |

| Đan Mạch         | 2–0     | Bồ Đào Nha |
| ---------------- | ------- | ---------- |
| Pedersen · Krogh | Báo cáo |            |

### Bảng B
| Đội        | Đ | Tr | T | H | B | BT | BB | HS |
| ---------- | - | -- | - | - | - | -- | -- | -- |
| Na Uy      | 9 | 3  | 3 | 0 | 0 | 7  | 1  | +6 |
| Trung Quốc | 6 | 3  | 2 | 0 | 1 | 8  | 4  | +4 |
| Canada     | 3 | 3  | 1 | 0 | 2 | 3  | 7  | −4 |
| Phần Lan   | 0 | 3  | 0 | 0 | 3 | 2  | 8  | −6 |

| Trung Quốc                                         | 4–0     | Canada |
| -------------------------------------------------- | ------- | ------ |
| Tôn Văn 12', 52' · Kim Yên 19' · Trương Âu Ảnh 35' | Báo cáo |        |

| Na Uy                        | 2–0     | Phần Lan |
| ---------------------------- | ------- | -------- |
| Pettersen 38' · Mellgren 57' | Báo cáo |          |

| Trung Quốc                                         | 4–1 | Phần Lan |
| -------------------------------------------------- | --- | -------- |
| Kim Yên · Trương Âu Ảnh · Triệu Lợi Hồng · Lưu Anh |     | Forssell |

| Na Uy                     | 2–1     | Canada      |
| ------------------------- | ------- | ----------- |
| Pettersen 14' · Ørmen 45' | Báo cáo | 8' Sinclair |

| Trung Quốc | 0–3     | Na Uy                 |
| ---------- | ------- | --------------------- |
|            | Báo cáo | 7', 28', 63' Mellgren |

| Phần Lan   | 1–2     | Canada                 |
| ---------- | ------- | ---------------------- |
| Kinnas 24' | Báo cáo | 32' Harvey · 89' Walsh |

## Vòng phân hạng

### Tranh hạng bảy
| Phần Lan                    | 3–0     | Bồ Đào Nha |
| --------------------------- | ------- | ---------- |
| Kackur · Forssell · Kalmari | Báo cáo |            |

### Tranh hạng năm
| Canada                      | 3–2     | Đan Mạch                  |
| --------------------------- | ------- | ------------------------- |
| Sinclair 4', 57' · Boyd 29' | Báo cáo | 10' Pedersen · 58' Jensen |

### Tranh hạng ba
| Trung Quốc | 1–0 | Thụy Điển |
| ---------- | --- | --------- |
| Tôn Văn    |     |           |

### Chung kết
| Hoa Kỳ              | 1–0     | Na Uy |
| ------------------- | ------- | ----- |
| Chastain 9' (ph.đ.) | Báo cáo |       |